# Everyday (песня Бадди Холли)
«Everyday» (с англ. — «Каждый день») — песня американского певца Бадди Холли, написанная в соавторстве с продюсером певца Норманом Петти в 1957 году. Песня записана в сотрудничестве с музыкальной группой «The Crickets» на студии Нормана Петти в городе Кловис, штат Нью-Мексико 29 мая 1957 года. Выпущена 20 сентября того же года. В качестве второй стороны была использована песня «Peggy Sue». Интересно, что на оригинальной пластинки имя «The Crickets» не указано. Упомянуты имена Бадди Холли (акустическая гитара), Джерри Аллисон (барабаны, хлопки в ладоши) и Джо Б. Молди (контрабас), а также супруга Нормана Петти, Вай, игравшая на челесте). Песня занимает 238-е место в списке «500 величайших песен всех времён по версии журнала Rolling Stone».

## Кавер-версии
| Год  | Исполнитель                | Альбом                                 |
| ---- | -------------------------- | -------------------------------------- |
| 1958 | Тина Робин                 | пластинка                              |
| 1970 | Джон Денвер и The Trashmen | концертная запись                      |
| 1971 | Джон Денвер                | «Aerie»                                |
| 1973 | Дон Маклин                 | «Playin' Favorites»                    |
| 1975 | Филип Дэвид Оукс           | «Gunfight at Carnegie Hall»            |
| 1988 | Deep Purple                | «Nobody's Perfect»                     |
| 1989 | Эллиот Мёрфи               | «Every Day is a Holly Day»             |
| 1990 | Питер Уайт                 | «Reveillez-Vous"                       |
| 2001 | Pearl Jam                  | «Live: 10-18-00 — Lubbock, Texas»      |
| 2002 | Дон Маклин и Erasure       | «Other People’s Songs»                 |
| 2005 | Rogue Wave                 | саундтрек к фильму «Stubbs the Zombie» |
| 2008 | Hellogoodbye               | «Ukulele Recordings»                   |
| 2011 | Патрик Стамп               | «Listen to Me: Buddy Holly»            |
| 2015 | A$AP Rocky                 | Essentials                             |

## Использование в качестве саундтрека
- 2010 год  : в рекламном ролике беспроводных ручных устройств «BlackBerry»[7].
- 2012 год : в рекламном ролике российской сети супермаркетов «Перекрёсток»[8].
- Прозвучала в фильмах:
- «Останься со мной»1986 года
- «Гуммо».(1997 г)
- «Крупная рыба»[2].2003 года
- «Господин Никто» 2009 года
- «Что-то не так с Кевином» 2011 года
- В пятнадцатой серии седьмого сезона мультсериала  «Гриффины»
- В одиннадцатой серии четвёртого сезона  американского телесериала «Остаться в живых»
- В английском телесериале «Как не стоит жить».
- В телесериале «Два с половиной человека».
- Кавер версия в исполнении Майка Дель Рио, была использована для рекламного ролика популярной передачи «Top Gear».
- В тринадцатой серии седьмого сезона  американского телесериала «Безумцы»
- Во втором сезоне британского сериала "Благие Знамения" (Good Omens)